# Рашевич, Франц Константинович
 Фриц (Франц) Константинович Рашевич (1893—1938) — начальник Военно-морского инженерного училища им. Дзержинского, инженер-флагман 3 ранга (1935), репрессирован в 1938 году.

## Биография
Латыш, из рабочих. В 1908 окончил один класс волостного училища, затем работал чернорабочим. В октябре 1914 призван на флот. С июня 1915 по март 1916 оканчивал артиллерийский класс учебно-артиллерийского отряда Балтийского моря. С апреля 1916 артиллерийский старшина морской батареи № 13 крепости Петра Великого.
После марта 1917 избран председателем комитета батареи. Участник Ледового похода Балтийского флота (5 марта 1918 вышел из Ревеля в Гельсингфорс на ледоколе «Огонь»). 15 марта 1918 стал помощником плутонгового командира крейсера «Олег». В апреле 1918 помощник плутонгового командира форта «Ино», после его подрыва возвращён на крейсер «Олег». 20 июля 1918 был помощником плутонгового командира и ответственным организатором коллектива РКП(б) форта «Красная Горка». Член РКП(б) с июня 1919 года, участник Гражданской войны. Избирался членом Петросовета (с ноября 1918 по июнь 1919). С октября 1919 председатель Центрального коллектива РКП фортов «Краснофлотский» и «Передовой». С 8 ноября 1919 по 15 февраля 1920 ответственный организатор политотдела укреплённого района южного побережья Финского залива и 187-й стрелковой бригады. 20 февраля 1920 — начальник политотдела, 1 мая 1920 — снова помощник начальника политотдела там же. Избирался членом Ораниенбаумского райкома РКП(б) в 1920. C 1 июля 1920 по 15 февраля 1921 член Краснофлотского отдела революционного военного трибунала Балтийского флота.
В марте 1921 года был организатором коллектива 561-го полка, участвовавшего в подавлении Кронштадтского мятежа. Летом 1921 года был назначен комиссаром Амурской военной флотилии. Состоял для особо важных поручений при штабе 561-го стрелкового полка. 20 июня 1921 временно исполнял должность военкома Морских сил Дальневосточной республики. 16 мая 1921 — военком, 20 августа 1921 — начальник политотдела, с 20 октября по 15 декабря 1921 — временно исполняющий должность военкома Амурской военной флотилии. С 4 апреля 1922 — начальник и военком 1-го эшелона морского имущества. С 15 марта 1922 — старший морской начальник Хабаровского водного района. C 22 июня 1922 — временно исполняющий должность военкома народно-революционного флота Дальневосточной республики (НРФ ДВР) и одновременно (с 12 июля по 13 августа 1922) заместитель военкома штаба НРФ ДВР. C 1 сентября 1922 в распоряжении Политического управления РККА. С 24 октября 1922 инструктор организационного отдела Политического управления Морских сил Балтийского моря. С 29 января 1923 ответственный организатор РКП(б) Военно-морской академии. С 25 июля 1923 помощник военкома Военно-морской академии. С 1 марта 1924 помощник военкома Военно-морской академии по административно-хозяйственной части (АХЧ). С апреля 1924 начальник организаторско-инструкторского отдела Политического управления Морских сил Балтийского моря. С 11 декабря 1924 помощник начальника Военно-морского училища по политической части. Избирался членом Василеостровского райкома ВКП(б) (апрель 1924 — ноябрь 1925). С октября 1925 по 31 декабря 1931 учился на электротехническом отделе факультета военного кораблестроения Военно-морской академии.
С 26 января 1932 помощник начальника 3-го сектора Технического управления (затем 2-е управление) Управления военно-морских сил. С 4 октября 1932 помощник начальника 3-го сектора 4-го управления ВМС РККА. Член Ленсовета с декабря 1934. С 15 марта 1933 временно исполняющий должность (утверждён 1 апреля 1933) начальника и военкома Военно-морского инженерного училища им. Дзержинского. 26 ноября 1935 года присвоено звание инженер-флагман 3-го ранга (соответствовало званиям капитан 1-го ранга или комбрига).

### Арест и расстрел
В период сталинских репрессий, 29 декабря 1937 года, Рашевич был необоснованно обвинён секретарём партийной организации дизельного подводного факультета училища старшим политруком Демидовым «в разложение своего училища изнутри» и исключён из партии. Утром был арестован. Приказом Наркома ВМФ № 01 от 5 января 1938 года уволен с должности начальника училища по ст. 44 «в» (арест). Внесен в Сталинские расстрельные списки от 12 сентября 1938 года. Выездной сессией Военной коллегии Верховного суда СССР 21 сентября 1938 года приговорён по ст. ст. 58-7-8-11 УК РСФСР к высшей мере наказания. Расстрелян 22 сентября 1938 года в Ленинграде. Посмертно реабилитирован.